# Schwanenburg
Pour la ville en Lettonie, voir Gulbene.
Le Schwanenburg est un château, emblème de la ville de Clèves en Rhénanie-du-Nord-Westphalie près de la frontière néerlandaise. Le château a probablement été construit au XIe siècle par les comtes et ducs de Clèves.
Le nom de Schwanenburg (littéralement « château du cygne ») est né lors du mouvement romantique du XIXe siècle. Le cygne est le symbole de la Maison de Clèves popularisé par le mythe du chevalier au cygne.

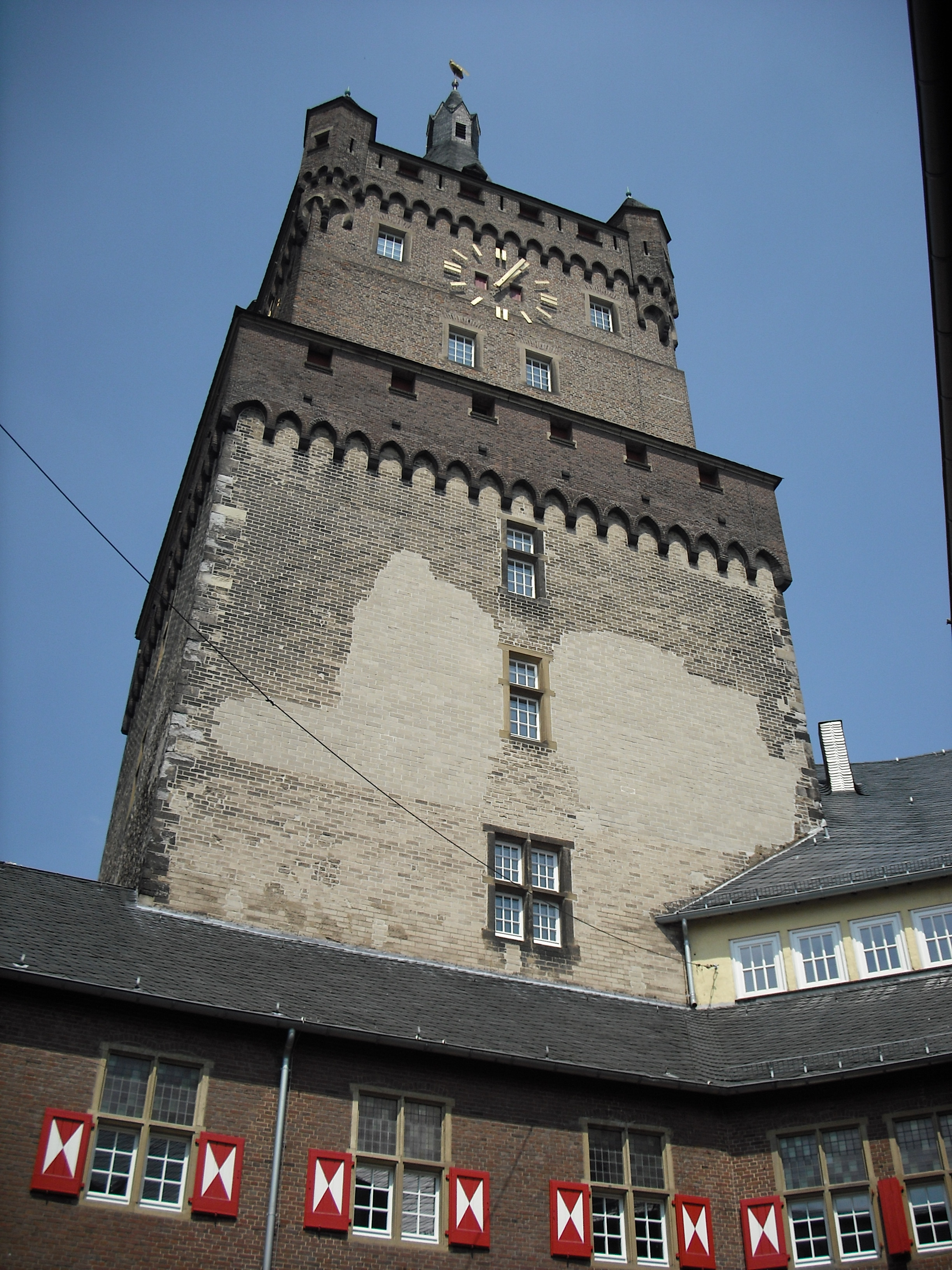
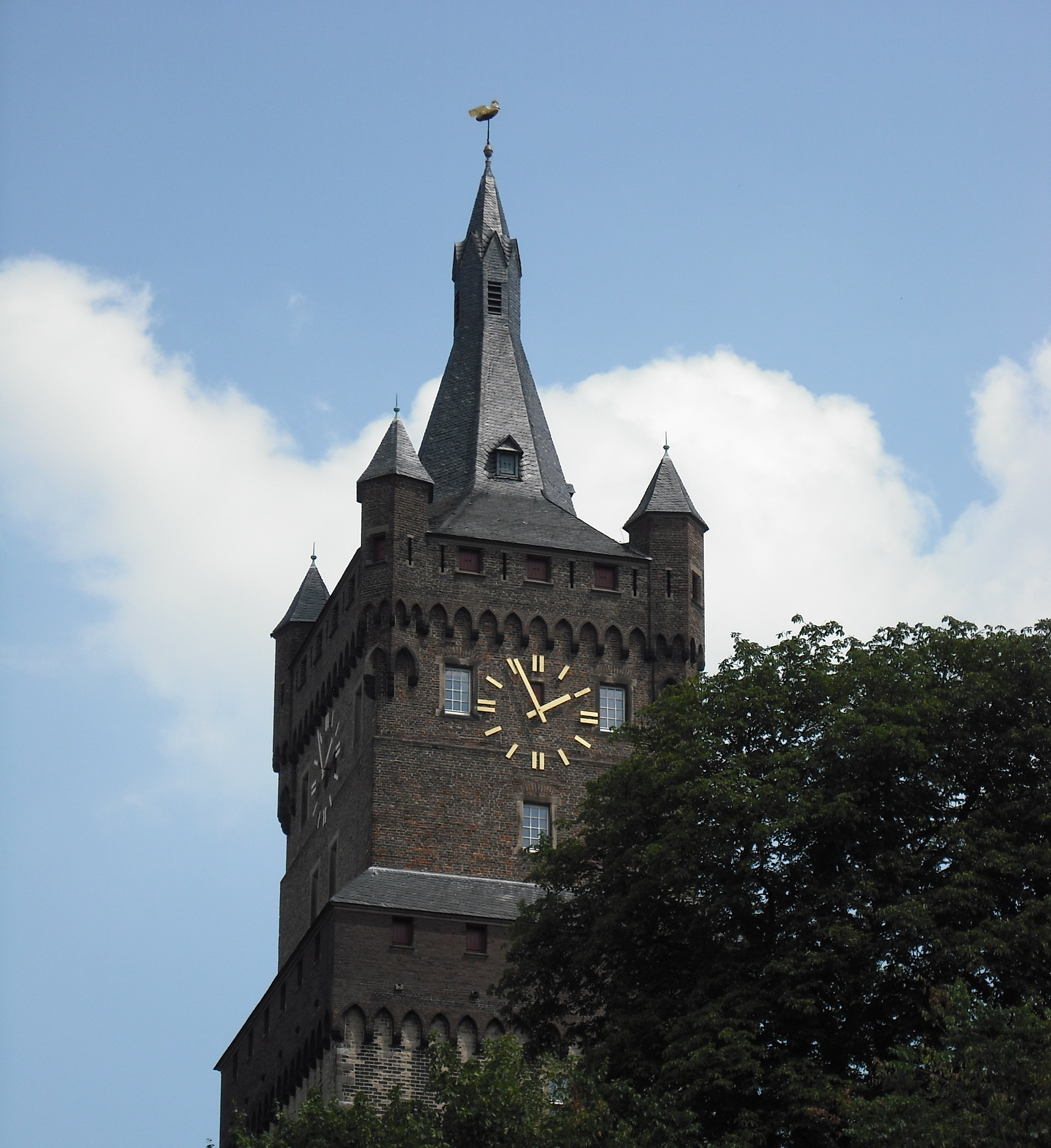
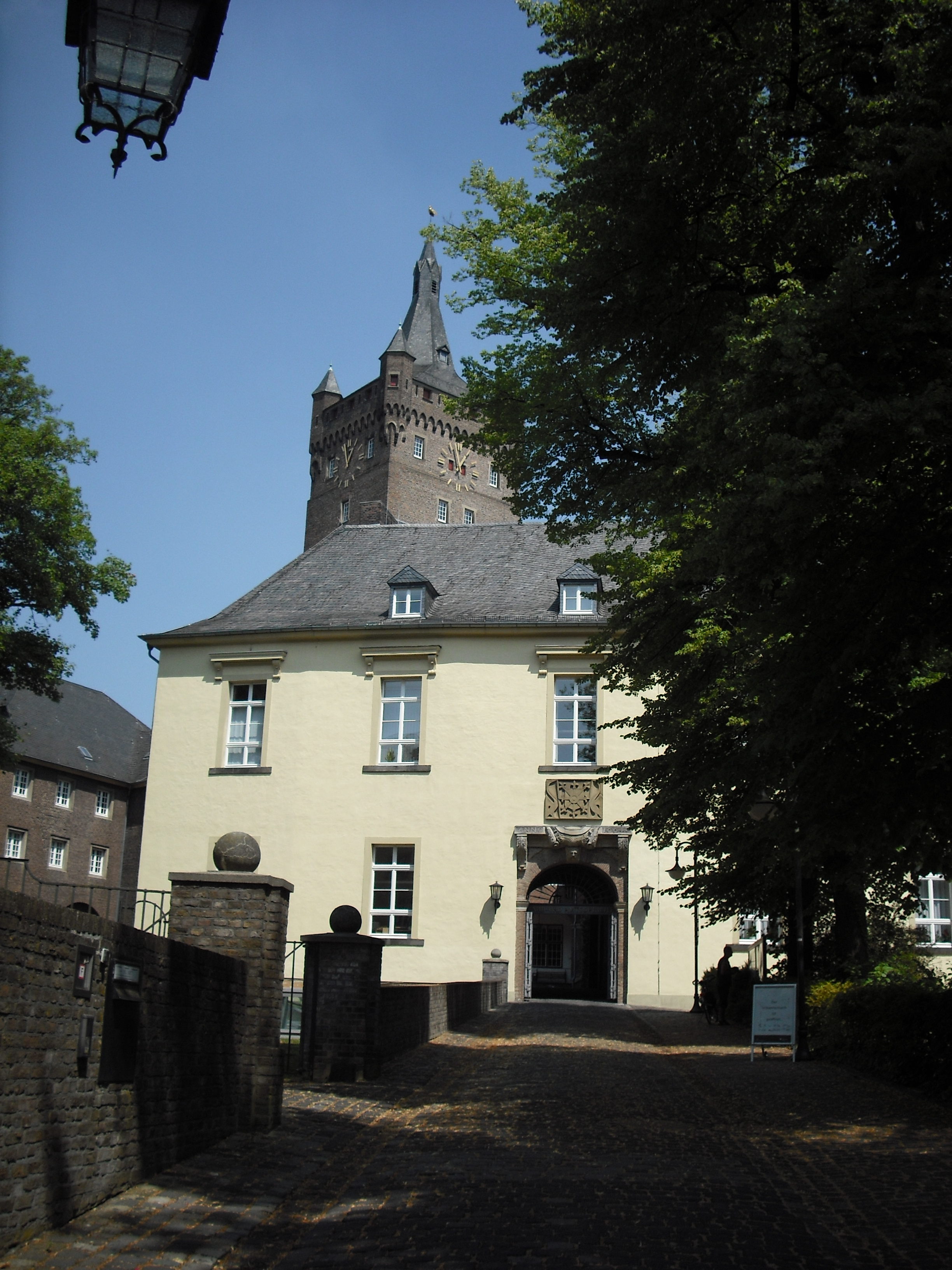
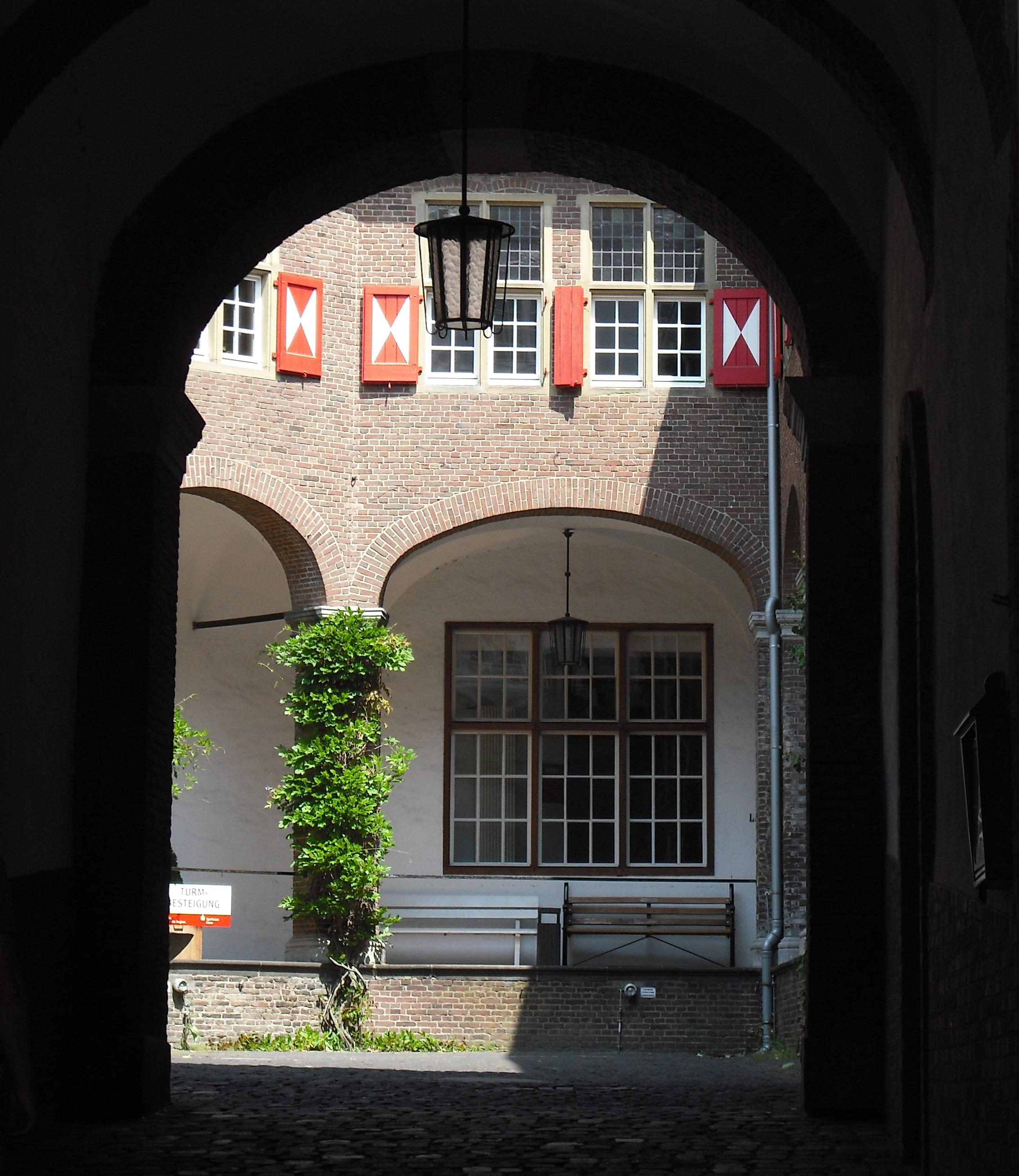
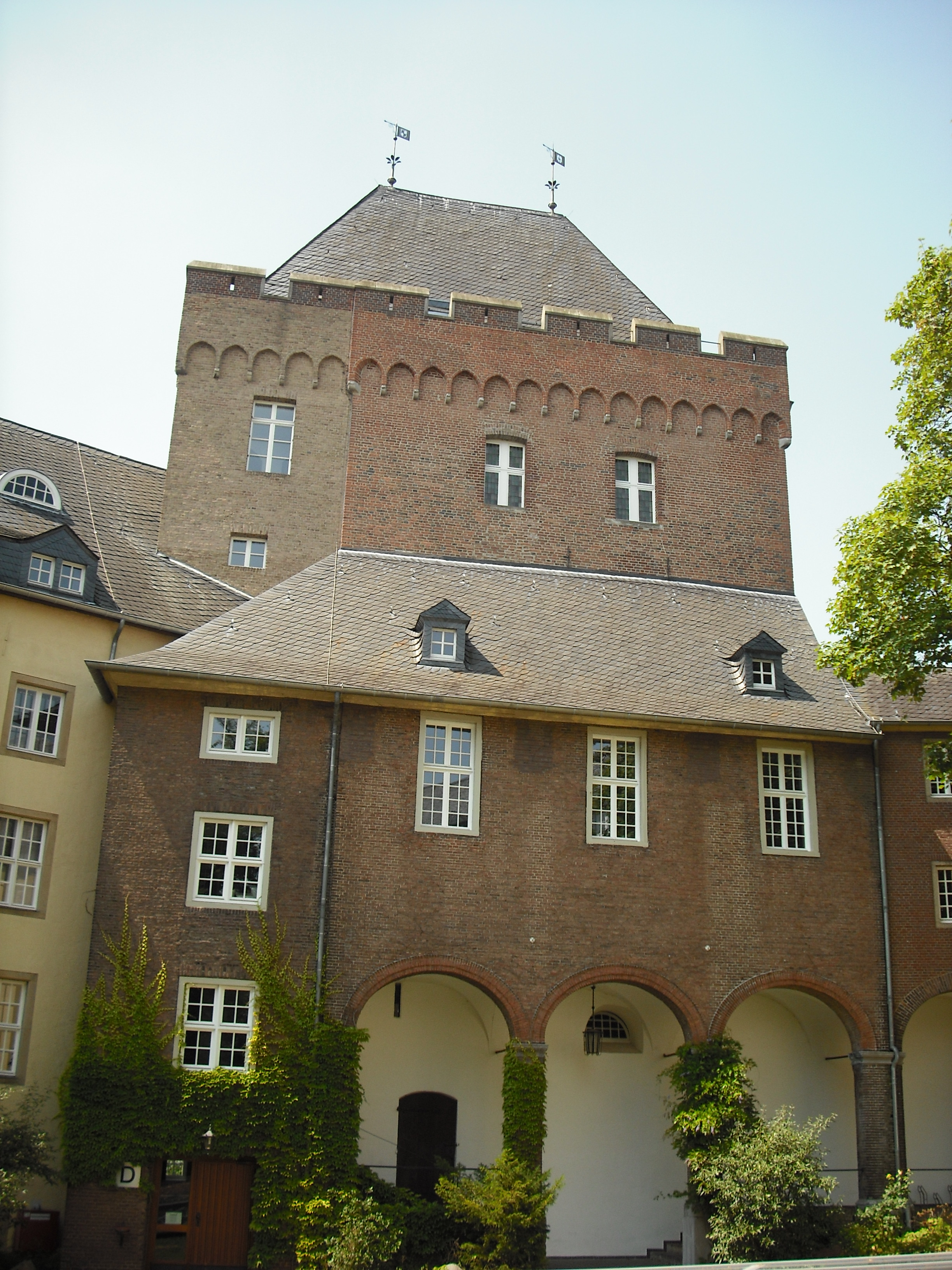
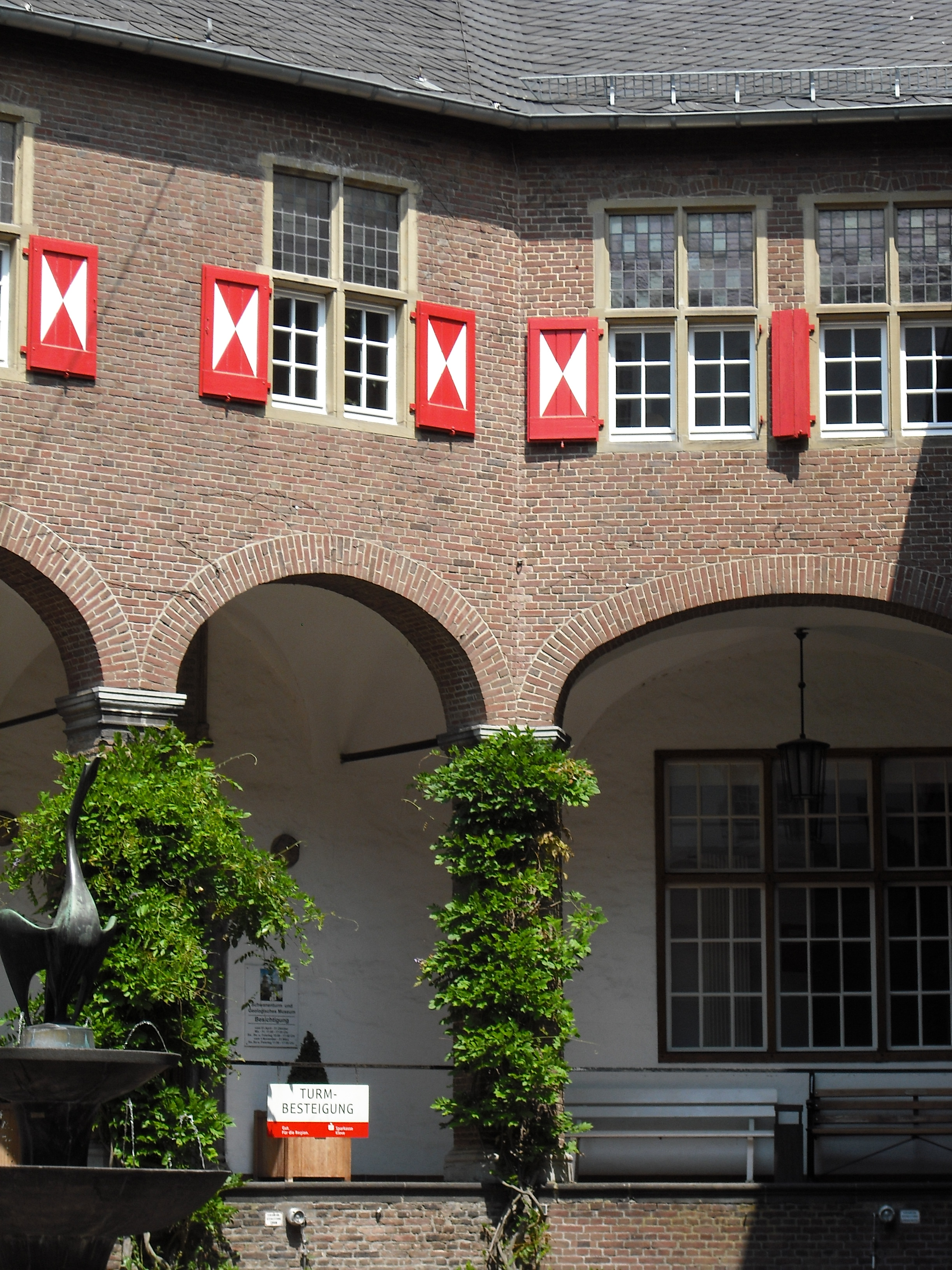
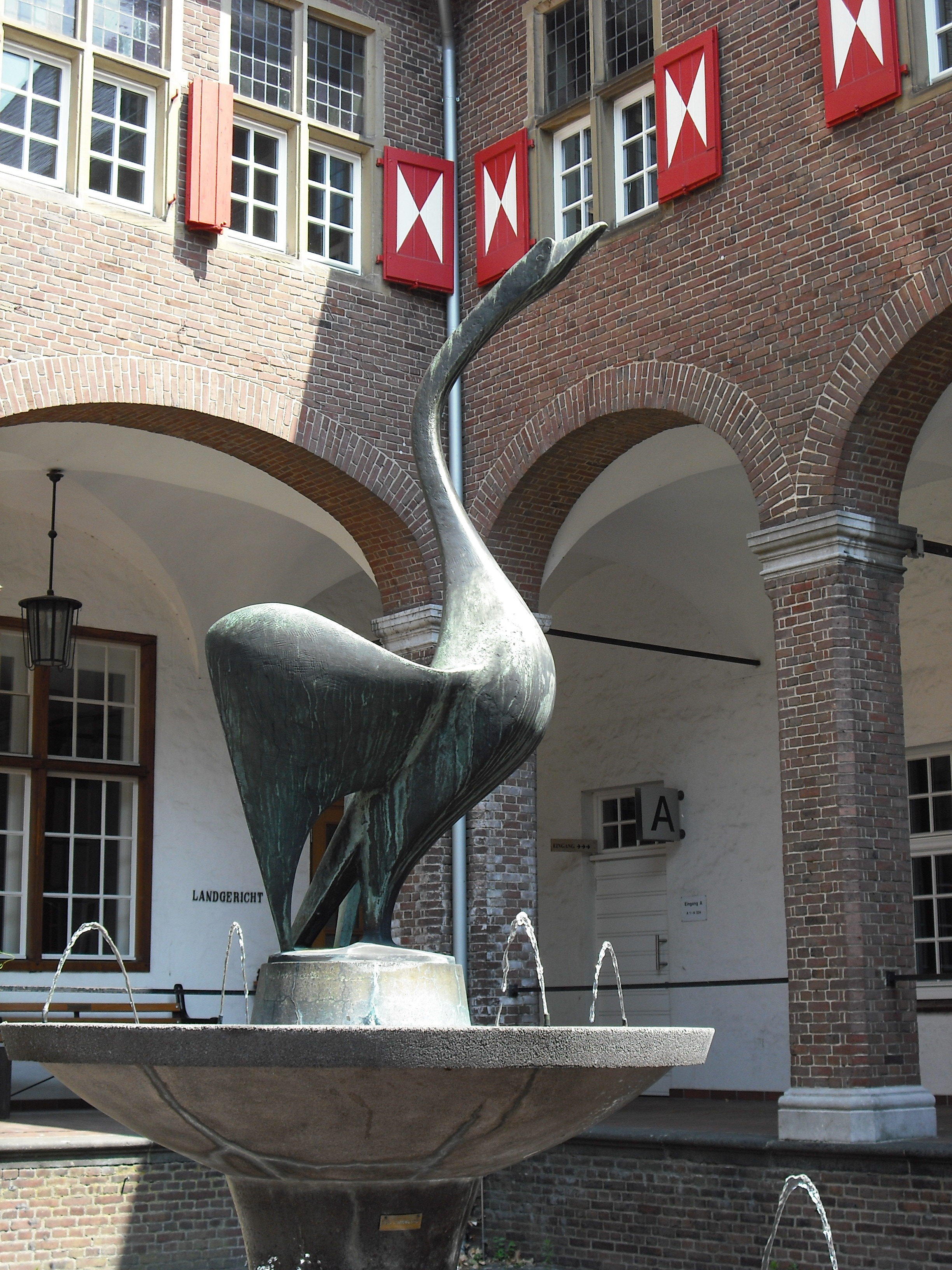
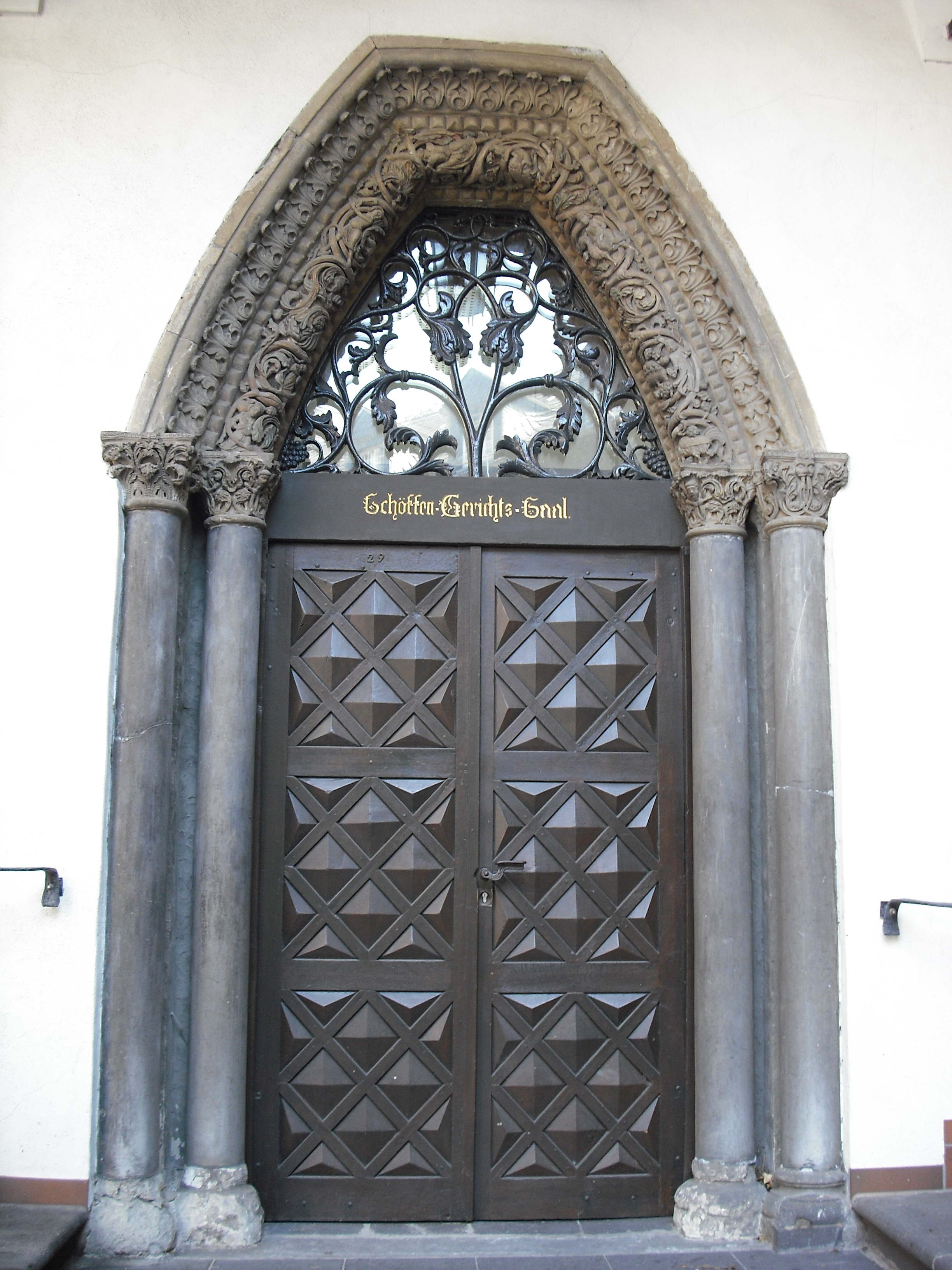